# Andreï Boukhlitski
Andreï Nikolaïevitch Boukhlitski (en russe : Андрей Николаевич Бухлицкий), né le 7 février 1982, est un joueur de beach soccer international russe évoluant au poste de gardien de but.

## Biographie
Andreï Boukhlitski côtoie le monde professionnel avec des clubs de Ligue 2 russe (3e division nationale). En 2005, il est invité à participer à un match de beach soccer. Un an plus tard il décide de se consacrer exclusivement à cette discipline.
Lors des éditions 2011 et 2012 de la coupe du monde des clubs de beach soccer, Boukhlitski est prêté au FC Barcelone.

## Palmarès

### En sélection
- Coupe du monde de beach soccer (2)
  - Vainqueur en 2011 et 2013

- Euro Beach Soccer League (3)
  - Vainqueur en 2009, 2011 et 2013
  - Finaliste en 2012
  - 3e en 2007, 2008 et 2010

- Euro Beach Soccer Cup (2)
  - Vainqueur en  2010 et 2012
  - Finaliste en 2005

### En club
- Lokomotiv Moscou
  - Champion de Russie en 2011
  - Vainqueur de la coupe de Russie en 2011
  - Vainqueur de l'Euro Winners Cup en 2013

### Individuel
Élu meilleur gardien lors :
- de la Coupe du monde de beach soccer en 2011
- des Euro Beach Soccer League 2007, 2009 et 2010
- des Euro Beach Soccer Cup en 2010 et 2012 et meilleur joueur en 2005
- de la Coupe intercontinentale en 2012
- de la Coupe de Russie en 2011

## Statistiques
| Édition | M  | V  | D | Bc | Bc/M |
| ------- | -- | -- | - | -- | ---- |
| 2007    | 3  | 1  | 2 |    |      |
| 2008    | 4  | 2  | 2 |    |      |
| 2009    | 4  | 2  | 2 |    |      |
| 2011    | 6  | 6  | 0 |    |      |
| 2013    | 6  | 6  | 0 |    |      |
| Total   | 23 | 17 | 6 | 55 | 2,39 |